# Europsko prvenstvo u atletici – Zürich 2014.
Europsko prvenstvo u atletici – Zürich 2014. je 22. EAA-ino europsko prvenstvo u atletici po redu.

## Vanjske poveznice
|  | Zajednički poslužitelj ima još gradiva o temi Europsko prvenstvo u atletici – Zürich 2014. |

- www.zuerich2014.ch  Arhivirana inačica izvorne stranice od 18. srpnja 2014. (Wayback Machine)